# Хьоганес
Хьоганес (на шведски: Höganäs) е град в южна Швеция, лен Сконе. Главен административен център на едноименната община Хьоганес. Разположен е на северния бряг на протока Йоресун. Намира се на около 480 km на югозапад от столицата Стокхолм и на 20 km на северозапад от Хелсингбори. Първите сведения за града датират от 1488 г. Получава статут на град през 1936 г. Има крайна жп гара, малко летище и пристанище. Населението на града е 14 107 жители според данни от преброяването през 2010 г.